# Genvry
Genvry é uma comuna francesa na região administrativa de Altos da França, no departamento de Oise. Estende-se por uma área de 5,14 km². Em 2010 a comuna tinha 415 habitantes (densidade: 80,7 hab./km²).